# Roze tetra
De roze tetra (Hyphessobrycon bentosi bentosi of Hyphessobrycon rosaceus) is een tropische vis die in Zuid-Amerika leeft. 
Het is een schoolvis en kan uitstekend leven in aquaria. Hij wordt 4 cm en heeft het liefst levend voedsel, maar verdraagt ook droog voedsel.
Het kweken met deze beestjes is vrij eenvoudig. De eieren worden tussen de bladeren gelegd. Na het leggen van de eieren zet u de ouders apart. De jongen komen vrij na 24 uur en moeten gevoed worden met het fijnste stof.